# Ivan Jordell
Ivan Per Erik Jordell (* 19. Juli 1901 in Katrineholm, Schweden; † 7. September 1965 in Malmö) war ein schwedischer Maler. Typisch für Jordell sind großflächige Landschaftsgemälde, Stillleben und Porträts, meist in kontrastreichen, ausdrucksstarken Farbkompositionen.

## Leben
Jordell studierte 1930–1931 an der Malschule in Malmö (Skånska målarskolan). Erste Ausstellungen im Museum von Malmö (1932) und im Kunstverein von Schonen (Skåne Konstförening, 1933) machten ihn bekannt. Seine Bilder sind heute in vielen skandinavischen Museen vertreten, beispielsweise im Schwedischen Nationalmuseum, im Museum für Moderne Kunst in Stockholm, im Kunstmuseum Göteborg und in der Nationalgalerie von Kopenhagen.